# Niels van Gogh
Niels van Gogh ist ein deutscher DJ und Musiker aus Augsburg.

## Biografie
Niels van Gogh wurde 1998 Resident-DJ im Pleasure Dome Club in seiner Heimatstadt Augsburg. Seinen Durchbruch schaffte er im Herbst 1998 mit Pulverturm. Zum großen Erfolg des Tracks trug damals die Love Parade 1998 mit bei, auf der der Titel eine Art Hymne war. Neben der offiziellen Hymne gab es auf der Love Parade in jedem Jahr einen „Smash-Hit“ – 1998 war es Niels van Goghs Pulverturm.
Pulverturm wurde anschließend auch ein Erfolg in den Popcharts und erreichte Platz 19 der Media-Control-Charts. Die Platte war mit über 20.000 Stück die meistverkaufte Vinyl-Schallplatte des Jahres 1998. Für diese wurde er mit dem Deutschen Dance Award ausgezeichnet. Auch im Ausland war van Gogh erfolgreich und erreichte Platz 17 in den Niederlanden, Platz 24 in Frankreich und schaffte es sogar knapp in die britischen Charts. In Belgien bekam er Gold für Pulverturm verliehen.
Die Nachfolgesingle Doppelgänger stieg Ende 1999 sofort in die Deutschen Charts ein und erreichte in Belgien die Top 20, in den Dance-Charts folgten in den darauf folgenden Jahren mehrere Top-10-Hits des Augsburgers. Anfang 2000 wechselte er als Resident-DJ ins Rheinland an den Düsseldorfer Poison Club. 2002 hatte van Gogh mit Another Joy einen weiteren erfolgreichen Titel, der die deutschen Club-Charts stürmte.
Ein paar Jahre später verließ er den Poison Club und arbeitete an neuen Produktionen. Es folgten mehrere Musiktitel, unter anderem Dreamer oder My house is calling. Er arbeitete auch mit verschiedenen anderen Musikern zusammen, u. a. mit Eric Smax und Thomas Gold, mit denen er das Projekt City Sneakerz gründete.
Zusammen mit Eniac, mit dem er 1998 Pulverturm produziert hatte, veröffentlichte er 2007 eine Neuauflage seines größten Hits unter dem Titel Pulverturm 2.0 und hatte damit nochmal einen europaweiten Hit, der in Finnland sogar bis unter die Top 10 kam.
2009 gründete er das Label Play Me Louder für eigene und fremde Tonproduktionen.
2011 veröffentlichte er zusammen mit dem Schweizer Musiker Daniel Strauss seinen bis jetzt neuesten Titel Emergency. Der neueste Titel war nicht nur in den Club-Charts erfolgreich (er erreichte Platz 4 der DDC), sondern stand auch in der Playlist von David Guetta, Roger Sanchez und Fedde Le Grand.
2012 tourte er weltweit und spielte auf Festivals wie „Tomorrowland“. Er produzierte Remixes für Delerium ft. Sarah McLachlan, Plastik Funk, Schiller, Tom Novy und Joachim Garraud. Er veröffentlicht unter anderem beim Label Spinnin´ Records.
2019 veröffentlichte Tiësto auf seinem Label Musical Freedom einen Remix zu seinem Erfolgshit Pulverturm. Nach der Veröffentlichung stieg „Pulverturm“ direkt auf Platz 1 der 1001tracklists worldwide und Platz 1 der Deutschen Dance Charts. 2019 spielte Niels van Gogh auch wieder auf dem legendären „Tomorrowland“ Festival.
Im selben Jahr veröffentlichte der österreichische DJ Rene Rodrigezz, die Remix-EP von seinem Song Stand My Ground, welches eine VIP-Mix Version von Niels van Gogh enthielt.

## Diskografie

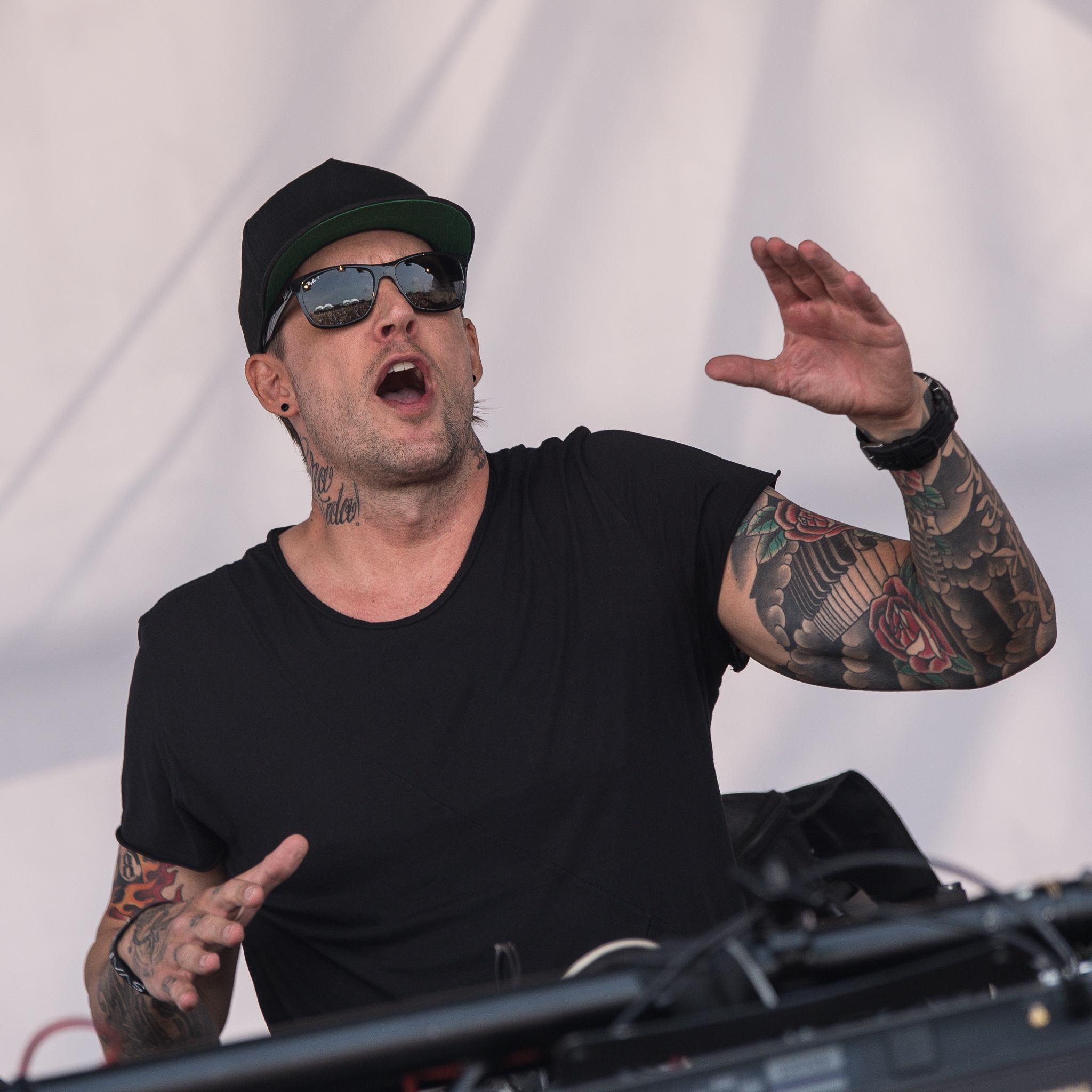
Niels van Gogh beim Open Beatz Festival 2016

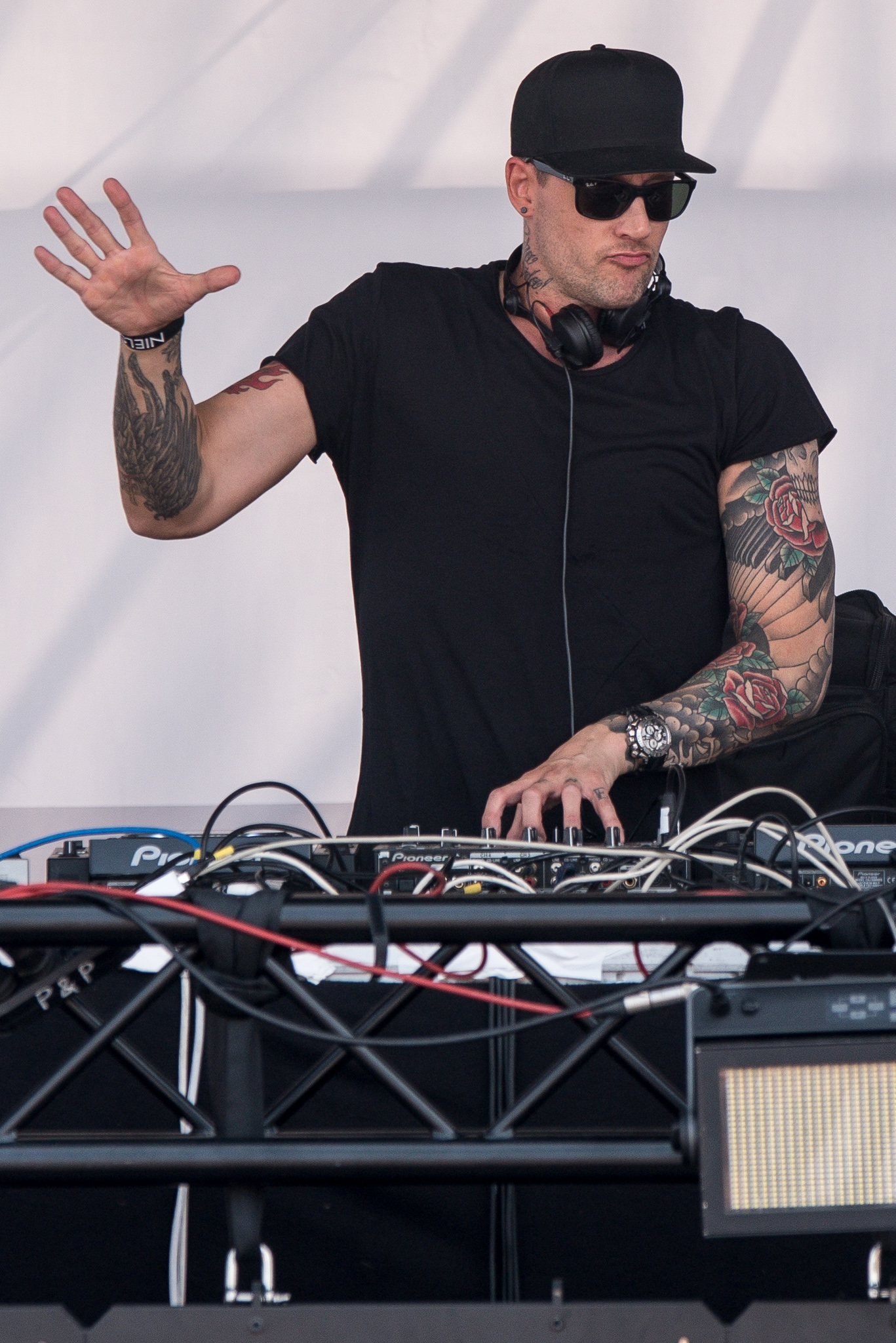
Niels van Gogh beim Open Beatz Festival 2016

### Alben
- 2004: No Way Out
- 2006: Frequenzklang
- 2007: The Remix Album
- 2008: All The Singles
- 2008: We Love Electro 1
- 2009: We Love Electro 2
- 2009: We Love Electro 3
- 2010: We Love Electro 4
- 2010: We Love Electro 5
- 2011: We Love Electro 6
- 2011: We Love Electro 7
- 2011: We Love Electro 8
- 2012: We Love Electro 9
- 2012: We Love Electro 10

### Singles
- 1998: Plastic (Kosmo)
- 1998: Pulverturm (Kosmo)
- 1998: Pulverturm UK Remixe (Kosmo)
- 1999: Doppelgänger (Kosmo)
- 1999: Doppelgänger Remixe (Kosmo)
- 2001: Electronic Confusion
- 2002: Another Joy (Kosmo)
- 2004: One Way Out – Martin Eyerer Remix (Media Records)
- 2004: Don’t Be Afraid Of Tomorrow (Media Records)
- 2004: Don’t Be Afraid Of Tomorrow Remixe (Media Records)
- 2005: My Own Religion (Media Records)
- 2005: My Own Religion Remixe (Media Records)
- 2006: Don’t Stop / Erase & Rewind (Media Records)
- 2007: Pulverturm 2.0 (Kosmo)
- 2007: Hate Me Baby (Media Records)
- 2008: Integrity & Honesty (Media Records)
- 2009: Dreamer (Scream & Shout)
- 2009: Far 2 Late (Kosmo)
- 2009: My House Is Calling (Scream & Shout)
- 2009: Monza (Play Me Louder)
- 2010: On (Kosmo)
- 2010: Black Is Black (Scream & Shout)
- 2010: All Bitches (Spinnin’ Records)
- 2010: Royal Junk (Scream & Shout)
- 2010: Gumball (Cr2)
- 2010: Bomb The Bass (Tiger Records)
- 2010: Feuerreiter (Spinnin’ Records)
- 2011: Emergency (feat. Princess Superstar; Scream & Shout)
- 2011: San Francisco (Spinnin’ Records)
- 2011: Be Stupid (Hotfingers)
- 2011: Stop the Time (Hed Kandi)
- 2011: M.U.S.I.C. (Spinnin’ Records)
- 2011: Punkd (Scream & Shout)
- 2011: Goldrausch (Housesession)
- 2011: Beatrocker (Scream & Shout)
- 2012: Go (S2/Pink Star)
- 2012: Espuma (Housesession)
- 2012: Rambazamba (Scream & Shout)
- 2012: Can You Feel It (Scream & Shout)
- 2013: Jump (Scream & Shout)
- 2013: Pornstar (Planet Punk)
- 2014: Miami (feat. Princess Superstar; Planet Punk)
- 2015: Afropipe (Spinnin’ Records)
- 2016: Dope (Playbox)
- 2016: RockIt (You Love Dance)
- 2017: Yucatan (Flamingo)
- 2018: Alright (Housesession)
- 2018: Let you go (Housesession)
- 2019: Pulverturm (Tiesto Remix) (Musical Freedom)
- 2019: Like a bullet (You Love Dance)
- 2020: Tomahawk (2Dutch)
- 2020: Tulum (2Dutch)
- 2020: Home (2Dutch)
- 2021: Toxic (You Love Dance)
- 2021: UFO (You Love Dance)
- 2021: All Good (You Love Dance)
- 2021: Hypnotized (You Love Dance)
- 2022: Turn off the light (You Love Dance)
- 2022: House of the rising sun (You Love Dance)
- 2022: Moonwalk (Revealed)
- 2023: Miami (You Love Dance)
- 2023: Rave all night (You Love Dance)

## Auszeichnungen für Musikverkäufe
| Goldene Schallplatte - Belgien - 1998: für die Single Pulverturm |

| Land/RegionAuszeichnungen für Musikverkäufe (Land/Region, Auszeichnungen, Verkäufe, Quellen) | Gold  | Platin | Verkäufe | Quellen     |
| -------------------------------------------------------------------------------------------- | ----- | ------ | -------- | ----------- |
| Belgien (BRMA)                                                                               | Gold1 | —      | 25.000   | ultratop.be |
| Insgesamt                                                                                    | Gold1 | —      |          |             |

## Auszeichnungen
- Dance Music Award
  - 2000: in der Kategorie „Der Discomaniac“ (Pulverturm)